# Agraecia dorsalis
Agraecia dorsalis är en insektsart som beskrevs av Heinrich Hugo Karny 1907. Agraecia dorsalis ingår i släktet Agraecia och familjen vårtbitare. Inga underarter finns listade i Catalogue of Life.